# Vallande spets
Vallande spetsar är en undergrupp till de nordliga spetsarna. Enligt den internationella kennelfederationen Fédération Cynologique Internationale (FCI) räknas de till Grupp 5 Spetsar och urhundar, sektion 3 Nordliga gårdsspetsar och vallande spetsar. Som rastyper har de lång lokal och regional historia, men som raser är de alla resultat av räddningsinsatser under 1900-talet.
Idag finns inga krav på resultat från vallhundsprov för utställningsmeriter. Men prov ordnas av rasklubbarna och enskilda hundar deltar i tävlingar. Det finns även arbetande hundar bland samtliga sex raser, de renvallande kallas då renhundar.
Av de sex internationellt erkända raserna är tre renvallare: svensk lapphund, finsk lapphund och lapsk vallhund. En är boskapsvallare; västgötaspets och två fårvallare; norsk buhund och isländsk fårhund. Traditionellt har dessa varit allsidiga hundar som uppfyllt olika behov, inte bara som vallhundar utan som gårds- och vakthundar. Samernas hundar har även använts som jakthundar, likaså den norska buhunden. Innan samerna blev renskötare var deras hundar främst jakthundar, det var hunden som möjliggjorde att tämja renen. Ytterligare en renvallande spets är olenegonka sjpits som är nationellt erkänd av den ryska kennelklubben.
På motsvarande vis har de trädskällande spetsarna använts som vallhundar, detta gåller både norrbottenspetsen, den finska spetsen och lajkorna. Även polarspetsarna har haft allsidiga användningsområden, inte bara som slädhundar utan även som jakt- och vallhundar. Särskilt gäller detta samojedhunden.
I Danmark pågår ett räddningsarbete med dansk spets, som har samma traditionella användningsområde som de nordliga vallande spetsarna, men som anses ha närmare släktband till de europeiska spetsarna, särskilt tysk spets. Tidigare, innan 1995, räknade Nordisk Kennelunion (NKU) in ytterligare tre vall- och gårdshundsraser till spetsarna: schipperke från Belgien samt welsh corgi pembroke och welsh corgi cardigan från Wales. Dessa rasers släktskap med spetsarna är dock omstritt.

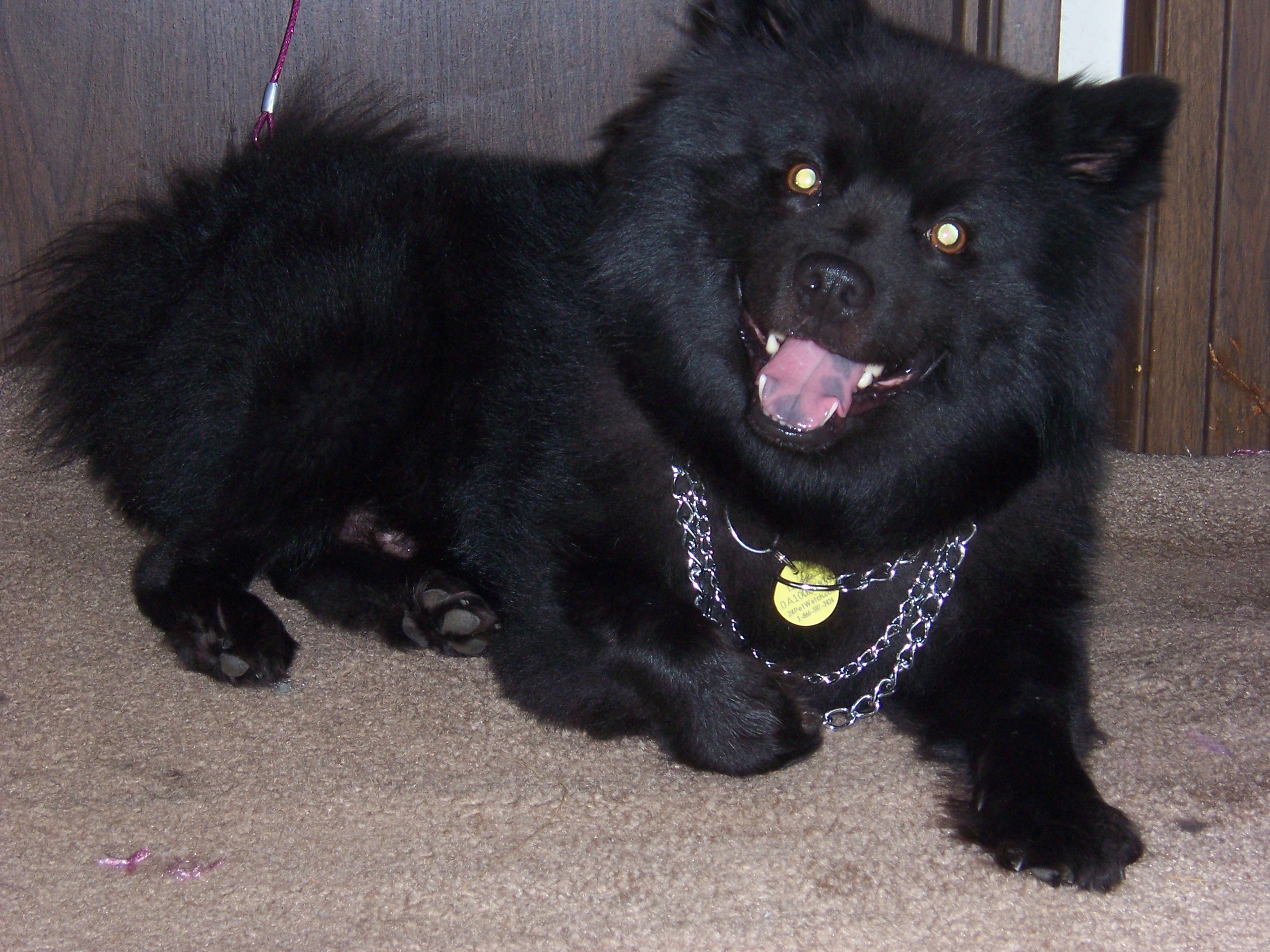
Svensk lapphund
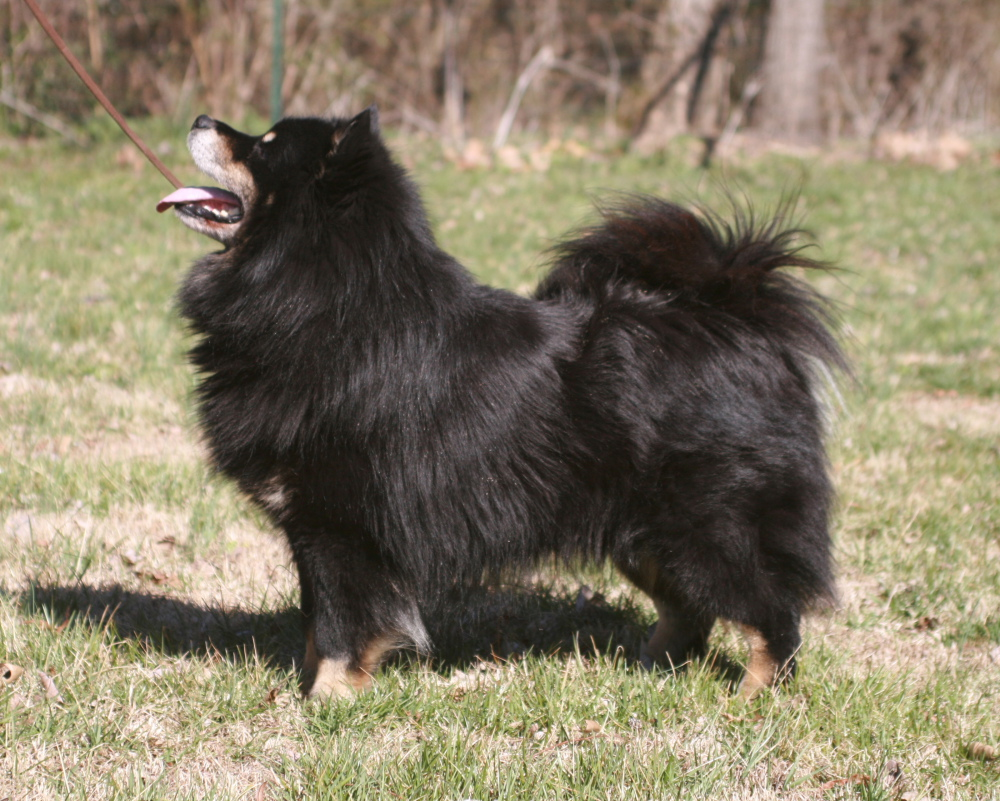
Finsk lapphund
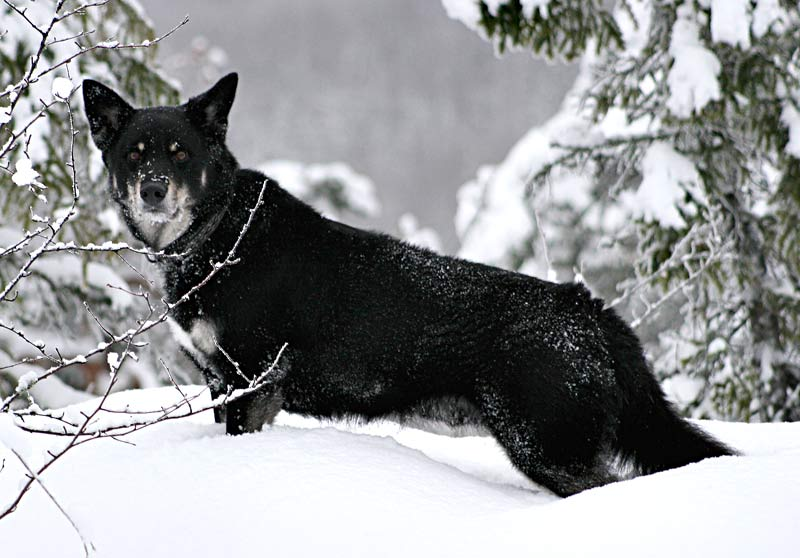
Lapsk vallhund

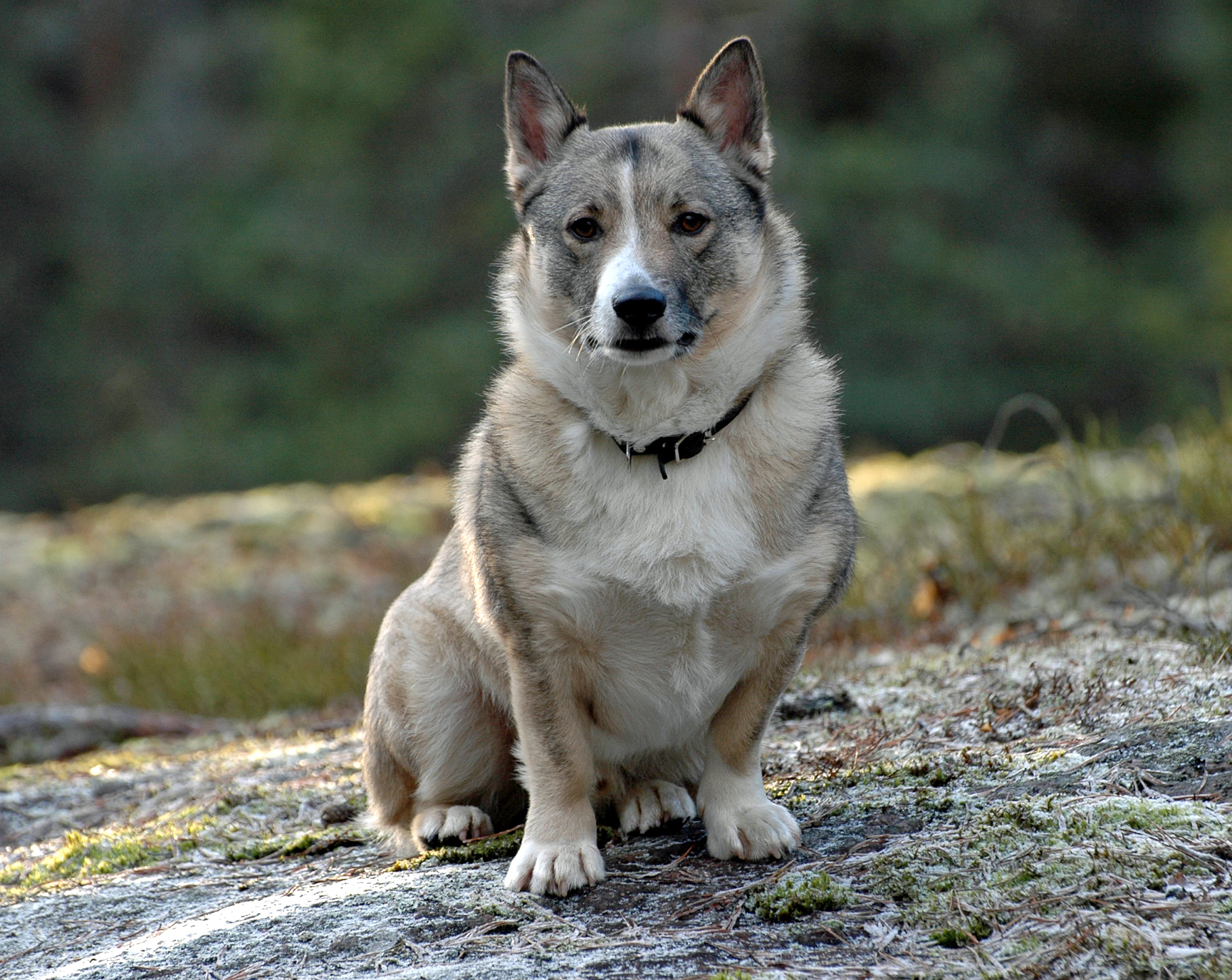
Västgötaspets
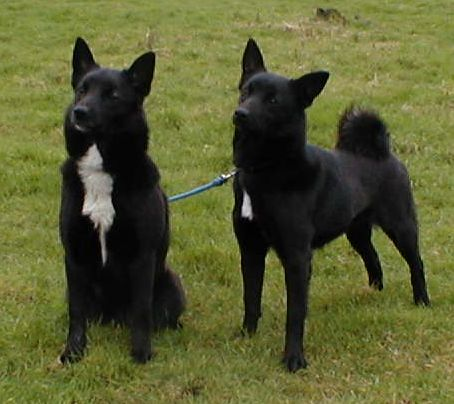
Norsk buhund
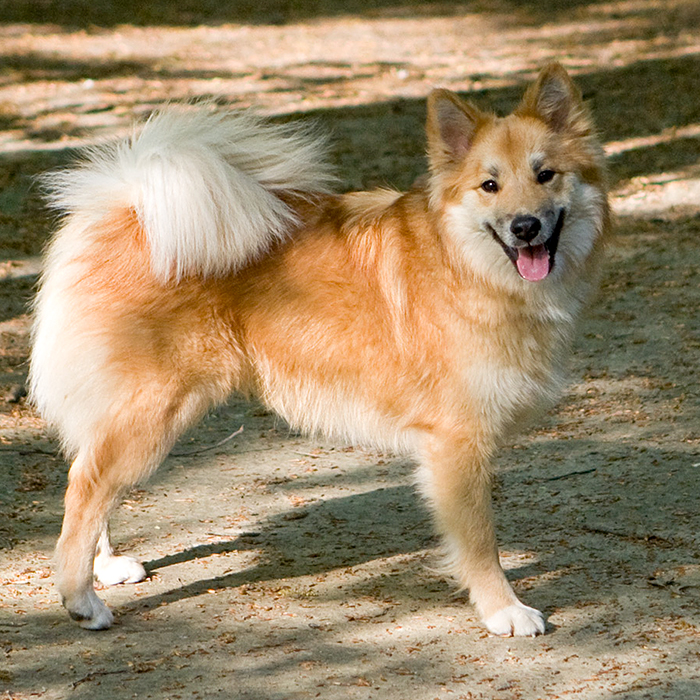
Isländsk fårhund